# Adam Shankman
Adam Shankman, né le 27 novembre 1964 à Los Angeles (Californie, États-Unis) est un réalisateur, acteur, producteur et scénariste américain.

## Biographie
Adam Shankman est né le 27 novembre 1964 à Los Angeles (Californie, États-Unis).
Il est ami avec Sarah Michelle Gellar et Freddie Prinze Jr., c'est d'ailleurs lui qui les a unis lors de leur mariage en 2002 au Mexique.

## Filmographie

### Réalisateur

#### Cinéma
- 1998 : Cosmo's Tale
- 2001 : Un mariage trop parfait (The Wedding Planner)
- 2002 : Le Temps d'un automne (A Walk to Remember)
- 2003 : Bronx à Bel Air (Bringing Down the House)
- 2005 : Baby-Sittor (The Pacifier)
- 2005 : Treize à la douzaine 2 (Cheaper by the Dozen 2)
- 2007 : Hairspray
- 2008 : Histoires enchantées (Bedtime Stories)
- 2012 : Rock Forever
- 2019 : Ce que veulent les hommes (What Men Want)
- 2022 : Il était une fois 2 (Disenchanted)
- prochainement : The Man with the Bag

#### Séries télévisées
- 2002 : Monk (saison 1, épisode 10)
- 2006 : La Pire Semaine de ma vie (Worst Week of My Life) (pilote)
- 2010 - 2012 : Glee (3 épisodes)
- 2011 : Modern Family (saison 2, épisode 14)
- 2017 - 2019 : Being Mary Jane (5 épisodes)
- 2018 : Step Up (saison 1, épisode 1)
- 2020 : AJ and the Queen (saison 1, épisode 6)
- 2023 : Only Murders in the Building (saison 3, épisode 3 et 4)

### Acteur

#### Cinéma
- 1990 : Rockula : Un conducteur
- 1990 : Midnight Cabaret : Le serveur
- 1992 : Un flingue pour Betty Lou (The Gun in Betty Lou's Handbag) : L'homme timide
- 1995 : Monster Mash: The Movie : Wolfie
- 1997 : Scream 2 : Un danseur
- 2003 : Deux en un (Stuck on You) : Le chorégraphe / Le serveur
- 2005 : Treize à la douzaine 2 (Cheaper by the Dozen 2) de lui-même : Le chef
- 2007 : Hairspray de lui-même : Un agent
- 2013 : So You Think You Can Prance de Danny Jelinek : Lui-même (court métrage)
- 2022 : Il était une fois 2 (Disenchanted) de lui-même : Kip / Skip / Le vendeur grognon

#### Téléfilms
- 1983 : Le Vent dans les saules (The Wind in the Willows) de Mark Hall et Chris Taylor : Un homme
- 1983 : The Red Shoes de John Clark Donahue et John Driver : Un client

### Producteur
- 2006 : Sexy Dance (Step Up) d'Anne Fletcher
- 2007 : Prémonitions (Premonition) de Mennan Yapo
- 2008 : Sexy Dance 2 (Step Up 2: The Streets) de Jon Chu
- 2009 : 17 ans encore (17 Again) de Burr Steers
- 2010 : La Dernière Chanson (The Last Song) de Julie Anne Robinson
- 2010 : Trop loin pour toi (Going the Distance) de Nanette Burstein
- 2010 : Sexy Dance 3D (Step Up 3D) de Jon Chu
- 2012 : Sexy Dance 4: Miami Heat (Step Up Revolution) de Scott Speer
- 2014 : Sexy Dance 5: All in Vegas (Step Up: All In) de Trish Sie
- 2014 : Dragula de Frank Meli (court métrage)
- 2018 : Status Update de Scott Speer
- 2019 : After : Chapitre 1 (After) de Jenny Gage
- 2019 : Step Up: Year of the Dance de Ron Yuan

#### Producteur exécutif
- 2005 : Baby-Sittor (The Pacifier)
- 2005 : Treize à la douzaine 2 (Cheaper by the Dozen 2)
- 2007 : Hairspray
- 2008 : Histoires enchantées (Bedtime Stories)
- 2012 : Rock Forever
- 2018 - 2019 : Step Up (20 épisodes)
- 2019 : Ce que veulent les hommes (What Men Want)
- 2022 : Hocus Pocus 2 d'Anne Fletcher
- 2022 : Il était une fois 2 (Disenchanted)

### Scénariste
- 2022 : Il était une fois 2 (Disenchanted)